# アンソニー・ジョンソン (格闘家)
アンソニー・ジョンソン（Anthony Johnson、1984年3月6日 - 2022年11月13日）は、アメリカ合衆国の男性元総合格闘家。ジョージア州ダブリン出身。最終所属はコンバット・クラブ。

## 来歴
ジュニアカレッジ時代はレスリングで全米王者となり、20歳のときに友人の影響で総合格闘技を始めた。
2006年8月18日、Pangea Fightsでプロ総合格闘技デビューを果たした。

### UFC
2007年6月12日、UFC初参戦となったUFC Fight Night: Stout vs. Fisherでチャド・レイナーと対戦し、スタンドパンチ連打で開始13秒のKO勝ち。
2007年9月22日、UFC 76でリッチ・クレメンティと対戦し、リアネイキドチョークで3R一本負け。キャリア初黒星を喫した。なお、この試合はジョンソンの体重超過により、177ポンド契約で行われた。
2008年7月19日、UFC Fight Night: Silva vs. Irvinでケヴィン・バーンズと対戦し、3RにTKO負け。しかし、ジョンソンはバーンズの指が目に入り試合続行不可能になったと試合結果の変更を求めて不服申し立てをするが、ネバダ州アスレチック・コミッションによって却下された。同年12月13日、The Ultimate Fighter: Team Nogueira vs. Team Mir Finaleでケヴィン・バーンズと再戦し、左ハイキックで3RKO勝ち。リベンジを果たすと共にノックアウト・オブ・ザ・ナイトを受賞した。
2009年10月24日、UFC 104で吉田善行と対戦し、右ストレートで開始41秒のTKO勝ち。なお、この試合はジョンソンの体重超過により、176ポンド契約で行われた。
2009年11月21日、UFC 106でジョシュ・コスチェックと対戦し、リアネイキドチョークで2R一本負け。敗れはしたものの、ファイト・オブ・ザ・ナイトを受賞した。
2011年10月1日、UFC Live: Cruz vs. Johnsonでチャーリー・ブレネマンと対戦し、左ハイキックで1RKO勝ち。ノックアウト・オブ・ザ・ナイトを受賞した。
2012年1月14日、UFC142でビクトー・ベウフォートと対戦し、リアネイキドチョークで1R一本負け。なお、この試合は当初ミドル級契約であったが、ジョンソンが11ポンドの体重超過をしたため、197ポンド契約で行われた。翌日、度重なる体重超過を重く見たUFCによりリリースが発表された。

#### UFCリリース後
2012年5月25日、Titan FCでデヴィッド・ブランチと対戦し、3-0の判定勝ち。なお、この試合はジョンソンの体重超過により88.5kg契約で行われた。
2013年3月23日、ヘビー級転向初戦となったWSOF 2で元UFC世界ヘビー級王者アンドレイ・アルロフスキーと対戦し、3-0の判定勝ち。

#### UFC復帰
2014年4月26日、2年3か月ぶりのUFC復帰戦となったUFC 172でライトヘビー級ランキング4位のフィル・デイヴィスと対戦。パワフルな打撃でデイヴィスのタックルと打撃を封じ込めて、3-0の判定勝ち。
2014年7月26日、UFC on FOX 12でアントニオ・ホジェリオ・ノゲイラと対戦。右アッパーの連打で開始44秒のKO勝ち。パフォーマンス・オブ・ザ・ナイトを受賞した。
2014年9月5日、自身の子供の母親が2年前の2012年9月にジョンソンからドメスティック・バイオレンスを振るわれていたとジョンソンを訴える。UFCはこれを受けてジョンソンに無期限出場停止処分を科した。ジョンソンは自身のFacebookで「そんな嘘を吐くようなふざけた奴等は馬鹿げている。サポートをしてくれるみんなには感謝しているよ」と、この報道を否定した。
2014年10月29日、母親がドメスティック・バイオレンスの訴えを自主的に取り下げた。
2015年1月24日、UFC on FOX 14のライトヘビー級王座挑戦者決定戦でライトヘビー級ランキング1位のアレクサンダー・グスタフソンと対戦。序盤からプレッシャーをかけ続け、スタンドパンチ連打でダウンを奪いパウンドで1RTKO勝ち。パフォーマンス・オブ・ザ・ナイトを受賞した。
2015年5月23日、UFC 187のUFC世界ライトヘビー級王座決定戦でライトヘビー級ランキング3位のダニエル・コーミエと対戦。1Rに右フックでダウンを奪うものの、グラウンドで巻き返されてリアネイキドチョークで3R一本負け。王座獲得に失敗した。当初は同大会で王者のジョン・ジョーンズに挑戦予定であったが、ジョーンズが車の追突事故を起こし王座を剥奪されたため、代わりに王座決定戦でコーミエと対戦した。
2015年9月5日、UFC 191でライトヘビー級ランキング7位のジミ・マヌワと対戦し、右フックでダウンを奪いパウンドで2RKO勝ち。パフォーマンス・オブ・ザ・ナイトを受賞した。
2016年1月30日、UFC on FOX 18のライトヘビー級王座挑戦者決定戦でライトヘビー級ランキング4位のライアン・ベイダーと対戦し、パウンドで1RKO勝ち。パフォーマンス・オブ・ザ・ナイトを受賞した。
2016年8月20日、UFC 202でライトヘビー級ランキング2位のグローバー・テイシェイラと対戦し、右アッパーで開始13秒のKO勝ち。パフォーマンス・オブ・ザ・ナイトを受賞した。
2017年4月8日、UFC 210のUFC世界ライトヘビー級タイトルマッチで王者ダニエル・コーミエに挑戦し、リアネイキドチョークで2R一本負け。王座獲得に失敗し、試合後のインタビューで引退を発表した。

### Bellator
2020年8月25日、UFCで現役復帰するために、契約選手に義務付けられている全米アンチドーピング機関（USADA）の検査対象者リストに入った。しかし、その後ジョンソンは自身が運営するカンナビジオールの会社が、ビジネス面でUFCのスポンサーポリシーに抵触する可能性があったことを示唆して、2020年12月9日にBellatorと正式に契約した。
2021年5月7日、Bellator初参戦となったBellator 258のBellatorライトヘビー級ワールドグランプリ1回戦でジョゼ・アウグストと対戦。1Rにカウンターの左フックでぐらつき追撃のパウンドで追い詰められるものの、2Rに右ストレートでKO勝ち。グランプリ準決勝進出を果たした。当初はヨエル・ロメロとの対戦が予定されていたが、4月29日にロメロがメディカルテストをクリアできなかったため、大会1週間前のオファーを受けたアウグストと対戦した。
2019年11月にニュージャージー州ニューアークからフロリダ州フォートローダーデールまでのフライトの支払いに盗難したクレジットカードを使用したなりすましの容疑で、2021年5月11日、コネチカット州フェアフィールド郡で逮捕、起訴された。その後、ジョンソンは500ドルを支払い保釈され、5月末に法廷への出廷が義務付けられた。
2021年下旬から健康状態が悪化し、闘病を続けていたが、2022年11月13日、非ホジキンリンパ腫と免疫系の稀な疾患である血球貪食性リンパ組織球症による臓器不全で死去。38歳没。過去に対戦経験のあるダニエル・コーミエやグローバー・テイシェイラを始め、数多くのファイターから哀悼の意が表された。

## 人物・エピソード
- かつて同じブラックジリアンズに所属するチームメイトであったアリスター・オーフレイムについて、アリスターがブラックジリアンズにトレーニングに来たのは5回ぐらいで、チームに溶け込むことなくジム内でも基本的に自身のチームと行動していて、ブラックジリアンズのチームメイトに敬意を払わず、打撃スパーリング中にスパーリングパートナーをテイクダウンして怪我させたりしていたので、「彼に不満はないけど、ただ気にしていないだけだ。彼はブラックジリアンズの一員ではないし、彼をそのカテゴリーに入れたくない。彼はチーム・アリスターだよ」と語っている[25][26]。
- ウェルター級時代には30kg近く減量して試合に臨んでいた[1]。

## 戦績
| 総合格闘技 戦績 | 総合格闘技 戦績 | 総合格闘技 戦績 | 総合格闘技 戦績 | 総合格闘技 戦績 | 総合格闘技 戦績 | 総合格闘技 戦績 |
| --------------- | --------------- | --------------- | --------------- | --------------- | --------------- | --------------- |
| 29 試合         | (T)KO           | 一本            | 判定            | その他          | 引き分け        | 無効試合        |
| 23 勝           | 17              | 0               | 6               | 0               | 0               | 0               |
| 6 敗            | 1               | 5               | 0               | 0               | 0               | 0               |

| 勝敗 | 対戦相手                         | 試合結果                            | 大会名                                                                               | 開催年月日     |
| ○    | ジョゼ・アウグスト               | 2R 1:30 KO（右ストレート→パウンド） | Bellator 258: Archuleta vs. Pettis 【Bellatorライトヘビー級ワールドグランプリ1回戦】 | 2021年5月7日   |
| ×    | ダニエル・コーミエ               | 2R 3:37 リアネイキドチョーク        | UFC 210: Cormier vs. Johnson 2 【UFC世界ライトヘビー級タイトルマッチ】               | 2017年4月8日   |
| ○    | グローバー・テイシェイラ         | 1R 0:13 KO（右アッパー）            | UFC 202: Diaz vs. McGregor 2                                                         | 2016年8月20日  |
| ○    | ライアン・ベイダー               | 1R 1:26 KO（パウンド）              | UFC on FOX 18: Johnson vs. Bader                                                     | 2016年1月30日  |
| ○    | ジミ・マヌワ                     | 2R 0:28 KO（右フック→パウンド）     | UFC 191: Johnson vs. Dodson 2                                                        | 2015年9月5日   |
| ×    | ダニエル・コーミエ               | 3R 2:39 リアネイキドチョーク        | UFC 187: Johnson vs. Cormier 【UFC世界ライトヘビー級王座決定戦】                     | 2015年5月23日  |
| ○    | アレクサンダー・グスタフソン     | 1R 2:15 TKO（パウンド）             | UFC on FOX 14: Gustafsson vs. Johnson                                                | 2015年1月24日  |
| ○    | アントニオ・ホジェリオ・ノゲイラ | 1R 0:44 KO（右アッパー）            | UFC on FOX 12: Lawler vs. Brown                                                      | 2014年7月26日  |
| ○    | フィル・デイヴィス               | 5分3R終了 判定3-0                   | UFC 172: Jones vs. Teixeira                                                          | 2014年4月26日  |
| ○    | マイク・カイル                   | 1R 2:03 KO（右フック→パウンド）     | WSOF 8: Gaethje vs. Patishnock                                                       | 2013年1月18日  |
| ○    | アンドレイ・アルロフスキー       | 5分3R終了 判定3-0                   | WSOF 2: Arlovski vs. Johnson                                                         | 2013年3月23日  |
| ○    | DJ・リンダーマン                 | 1R 3:58 KO（右ストレート）          | WSOF 1: Arlovski vs. Cole                                                            | 2012年11月3日  |
| ○    | ジェイク・ロショルト             | 2R 4:22 TKO（ハイキック）           | XFL: Xtreme Fight Night 9                                                            | 2012年9月21日  |
| ○    | エステヴェス・ジョーンズ         | 2R 0:51 TKO（パウンド）             | Titan FC 24                                                                          | 2012年8月24日  |
| ○    | デイブ・ブランチ                 | 5分3R終了 判定3-0                   | Titan FC 22                                                                          | 2012年5月25日  |
| ×    | ビクトー・ベウフォート           | 1R 4:49 リアネイキドチョーク        | UFC 142: Aldo vs. Mendes                                                             | 2012年1月14日  |
| ○    | チャーリー・ブレネマン           | 1R 2:49 KO（左ハイキック）          | UFC Live: Cruz vs. Johnson                                                           | 2011年10月1日  |
| ○    | ダン・ハーディー                 | 5分3R終了 判定3-0                   | UFC Fight Night: Nogueira vs. Davis                                                  | 2011年3月26日  |
| ×    | ジョシュ・コスチェック           | 2R 4:47 リアネイキドチョーク        | UFC 106: Ortiz vs. Griffin 2                                                         | 2009年11月21日 |
| ○    | 吉田善行                         | 1R 0:41 KO（右ストレート）          | UFC 104: Machida vs. Shogun                                                          | 2009年10月24日 |
| ○    | ルイージ・フィオラヴァンティ     | 1R 4:39 TKO（右フック→パウンド）    | UFC Fight Night: Lauzon vs. Stephens                                                 | 2009年2月7日   |
| ○    | ケヴィン・バーンズ               | 3R 0:28 KO（左ハイキック）          | The Ultimate Fighter: Team Nogueira vs. Team Mir Finale                              | 2008年12月13日 |
| ×    | ケヴィン・バーンズ               | 3R 3:35 TKO（右目の負傷）           | UFC Fight Night: Silva vs. Irvin                                                     | 2008年7月19日  |
| ○    | トミー・スピアー                 | 1R 0:51 KO（右ストレート）          | UFC Fight Night: Florian vs. Lauzon                                                  | 2008年4月2日   |
| ×    | リッチ・クレメンティ             | 2R 3:05 リアネイキドチョーク        | UFC 76: Knockout                                                                     | 2007年9月22日  |
| ○    | チャド・レイナー                 | 1R 0:13 KO（スタンドパンチ連打）    | UFC Fight Night: Stout vs. Fisher                                                    | 2007年6月12日  |
| ○    | リッチ・モスコヴィッツ           | 5分2R終了 判定3-0                   | Rocky Mountain Nationals: Demolition 【ミドル級トーナメント 決勝】                   | 2006年9月16日  |
| ○    | キース・ウィルソン               | 5分2R終了 判定2-1                   | Rocky Mountain Nationals: Demolition 【ミドル級トーナメント 1回戦】                  | 2006年9月16日  |
| ○    | ジョナサン・ロメロ               | 1R 1:09 TKO（パンチ連打）           | Pangea Fights 2: Live MMA                                                            | 2006年8月18日  |

## 獲得タイトル
- Rocky Mountain Nationalsミドル級トーナメント 優勝（2006年）

## 表彰
- UFC ファイト・オブ・ザ・ナイト（1回）
- UFC ノックアウト・オブ・ザ・ナイト（2回）
- UFC パフォーマンス・オブ・ザ・ナイト（5回）

## 出演
- ウォーリアー（2011年）